# Kornel Filipowicz
Kornel Filipowicz (27 de octubre de 1913, Tarnopol-28 de febrero de 1990, Cracovia) fue un escritor, poeta y guionista de cine polaco. Filipowicz fue conocido por sus formas literarias breves, y llegó a publicar más de una treintena de libros. Fue pareja sentimental de la poeta Wisława Szymborska.

## Obra selecta
Poesía
- Mijani (1943)
- Powiedz to słowo, póstuma (1997)

Prosa
- Nauka o ziemi ojczystej t.1-2 (1950-55)
- Krajobraz, który przeżył śmierć (1986)
- Modlitwa za odjeżdżających (2004)